# Skoky do vody na mistrovství světa v plaveckých sportech 2023
Závody v skocích do vody na mistrovství světa v plaveckých sportech za rok 2023 proběhly ve Fukuoce, Japonsko ve dnech 14. až 22. července 2023.

## Česká stopa
Na tomto mistrovství světa Česko nemělo ve skocích do vody zastoupení.

## Výsledky

### Individuální disciplíny
| Muži              | Zlato                  | Zlato  | Stříbro                  | Stříbro | Bronz                   | Bronz  |
| ----------------- | ---------------------- | ------ | ------------------------ | ------- | ----------------------- | ------ |
| Skoky z 1 m prkna | Pcheng Ťien-feng (CHN) | 440,45 | Osmar Olvera (MEX)       | 428,85  | Čeng Ťiou-jüan (CHN)    | 418,30 |
| Skoky z 3 m prkna | Wang Cung-jüan (CHN)   | 538,10 | Osmar Olvera (MEX)       | 507,50  | Lung Tao-i (CHN)        | 499,75 |
| Skoky z 10 m věže | Cassiel Rousseau (AUS) | 520,85 | Lien Ťün-ťie (CHN)       | 512,35  | Jang Chao (CHN)         | 504,00 |
| Ženy              | Zlato                  | Zlato  | Stříbro                  | Stříbro | Bronz                   | Bronz  |
| Skoky z 1 m prkna | Lin Šan (CHN)          | 318,60 | Li Ja-ťie (CHN)          | 306,35  | Aranza Vázquezová (MEX) | 285,05 |
| Skoky z 3 m prkna | Čchen I-wen (CHN)      | 359,50 | Čchang Ja-ni (CHN)       | 341,50  | Pamela Wareová (CAN)    | 332,00 |
| Skoky z 10 m věže | Čchen Jü-si (CHN)      | 457,85 | Čchüan Chung-čchan (CHN) | 445,60  | Caeli McKayová (CAN)    | 340,25 |

### Týmové disciplíny
| Muži                                               | Zlato                                                             | Zlato  | Stříbro                                                                             | Stříbro | Bronz                                                                                 | Bronz  |
| -------------------------------------------------- | ----------------------------------------------------------------- | ------ | ----------------------------------------------------------------------------------- | ------- | ------------------------------------------------------------------------------------- | ------ |
| Synchronizované skoky dvojic z 3 m prkna           | Čína (CHN) (Lung Tao-i, Wang Cung-jüan)                           | 456,33 | Spojené království (GBR) (Anthony Harding, Jack Laugher)                            | 424,62  | Francie (FRA) (Jules Bouyer, Alexis Jandard)                                          | 389,10 |
| Synchronizované skoky dvojic z 10 m věže           | Čína (CHN) (Lien Ťün-ťie, Jang Chao)                              | 477,75 | Ukrajina (UKR) (Kirill Boljuch, Oleksij Sereda)                                     | 439,32  | Mexiko (MEX) (Kevin Berlín, Randal Willars)                                           | 434,16 |
| Ženy                                               | Zlato                                                             | Zlato  | Stříbro                                                                             | Stříbro | Bronz                                                                                 | Bronz  |
| Synchronizované skoky dvojic z 3 m prkna           | Čína (CHN) (Čchang Ja-ni, Čchen I-wen)                            | 341,94 | Spojené království (GBR) (Yasmin Harperová, Scarlett Mewová-Jensenová)              | 296,58  | Itálie (ITA) (Elena Bertocchiová, Chiara Pellacaniová)                                | 285,99 |
| Synchronizované skoky dvojic z 10 m věže           | Čína (CHN) (Čchen Jü-si, Čchüan Chung-čchan)                      | 369,84 | Spojené království (GBR) (Andrea Spendoliniová-Sirieixová, Lois Toulsonová)         | 311,76  | USA (USA) (Jessica Parrattová, Delaney Schnellová)                                    | 294,42 |
| Mix                                                | Zlato                                                             | Zlato  | Stříbro                                                                             | Stříbro | Bronz                                                                                 | Bronz  |
| Synchronizované skoky smíšených dvojic z 3 m prkna | Čína (CHN) (Lin Šan, Ču C'-feng)                                  | 326,10 | Austrálie (AUS) (Maddison Keeneyová, Domonic Bedggood)                              | 307,38  | Itálie (ITA) (Chiara Pellacaniová, Matteo Santoro)                                    | 294,12 |
| Synchronizované skoky smíšených dvojic z 10 m věže | Čína (CHN) (Čang Ťia-čchi, Wang Fej-lung)                         | 339,54 | Mexiko (MEX) (Viviana del Ángelová, Diego Balleza)                                  | 313,44  | Japonsko (JPN) (Minami Itahašiová, Hiroki Itó)                                        | 305,34 |
| Smíšený tým                                        | Čína (CHN) (S' Ja-ťie, Čang Min-ťie, Paj Jü-ming, Čeng Ťiou-jüan) | 489,65 | Mexiko (MEX) (Gabriela Agúndezová, Aranza Vázquezová, Jahir Ocampo, Randal Willars) | 455,35  | Německo (GER) (Christina Wassenová, Lena Hentschelová, Timo Barthel, Moritz Wesemann) | 432,15 |

## Medailová bilance
Ve skocích do vody se rozdělilo celkem 13 sad medailí.
| Pořadí | Stát                     |       | Muži    | Muži  | Muži  |         | Ženy  | Ženy  | Ženy    |       | Mix   | Mix     | Mix   |  | Muži + Ženy + Mix | Muži + Ženy + Mix | Muži + Ženy + Mix | Celkem |
| Pořadí | Stát                     | Zlato | Stříbro | Bronz | Zlato | Stříbro | Bronz | Zlato | Stříbro | Bronz | Zlato | Stříbro | Bronz |  |                   |                   |                   | Celkem |
| ------ | ------------------------ | ----- | ------- | ----- | ----- | ------- | ----- | ----- | ------- | ----- | ----- | ------- | ----- |  | ----------------- | ----------------- | ----------------- | ------ |
| 1.     | Čína (CHN)               |       | 4       | 1     | 3     |         | 5     | 3     | 0       |       | 3     | 0       | 0     |  | 12                | 4                 | 3                 | 19     |
| 2.     | Austrálie (AUS)          |       | 1       | 0     | 0     |         | 0     | 0     | 0       |       | 0     | 1       | 0     |  | 1                 | 1                 | 0                 | 2      |
| 3.     | Mexiko (MEX)             |       | 0       | 2     | 1     |         | 0     | 0     | 1       |       | 0     | 2       | 0     |  | 0                 | 4                 | 2                 | 6      |
| 4.     | Spojené království (GBR) |       | 0       | 1     | 0     |         | 0     | 2     | 0       |       | 0     | 0       | 0     |  | 0                 | 3                 | 0                 | 3      |
| 5.     | Ukrajina (UKR)           |       | 0       | 1     | 0     |         | 0     | 0     | 0       |       | 0     | 0       | 0     |  | 0                 | 1                 | 0                 | 1      |
| 6.     | Itálie (ITA)             |       | 0       | 0     | 0     |         | 0     | 0     | 1       |       | 0     | 0       | 1     |  | 0                 | 0                 | 2                 | 2      |
| 6.     | Kanada (CAN)             |       | 0       | 0     | 0     |         | 0     | 0     | 2       |       | 0     | 0       | 0     |  | 0                 | 0                 | 2                 | 2      |
| 8.     | Japonsko (JPN)           |       | 0       | 0     | 0     |         | 0     | 0     | 0       |       | 0     | 0       | 1     |  | 0                 | 0                 | 1                 | 1      |
| 8.     | Německo (GER)            |       | 0       | 0     | 0     |         | 0     | 0     | 0       |       | 0     | 0       | 1     |  | 0                 | 0                 | 1                 | 1      |
| 8.     | Francie (FRA)            |       | 0       | 0     | 1     |         | 0     | 0     | 0       |       | 0     | 0       | 0     |  | 0                 | 0                 | 1                 | 1      |
| 8.     | USA (USA)                |       | 0       | 0     | 0     |         | 0     | 0     | 1       |       | 0     | 0       | 0     |  | 0                 | 0                 | 1                 | 1      |
| Celkem | Celkem                   |       | 5       | 5     | 5     |         | 5     | 5     | 5       |       | 3     | 3       | 3     |  | 13                | 13                | 13                | 39     |